# Szczepan Witkowski

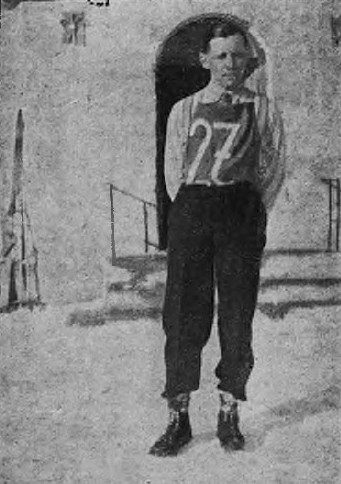
Szczepan Witkowski 1925

Szczepan Wiktor Witkowski (* 20. Dezember 1898 in Lemberg; † 29. Mai 1937 in Stryj) war ein aus der Ukraine stammender polnischer Skilangläufer.
Witkowski belegte bei den Olympischen Winterspielen 1924 im 50-km-Skilanglauf Platz 21 und war als Soldat auch Teilnehmer der polnischen Mannschaft beim Militärpatrouillenlauf, die ebenso wie das italienische Team auf Grund der Schneeverhältnisse das Rennen vorzeitig beenden musste.
Witkowski wurde zudem Dritter bei den polnischen Meisterschaften im Skispringen 1925 in Krynica-Zdrój.